# 洪原站
洪原站（韓語：홍원역）是朝鮮民主主義人民共和國咸鏡南道洪原郡洪原邑的一個鐵路車站，属于平罗线。

## 邻近车站
平罗线
龍雲站 - 洪原站 - 景浦站